# Polska Izba Gospodarcza Transportu Samochodowego i Spedycji

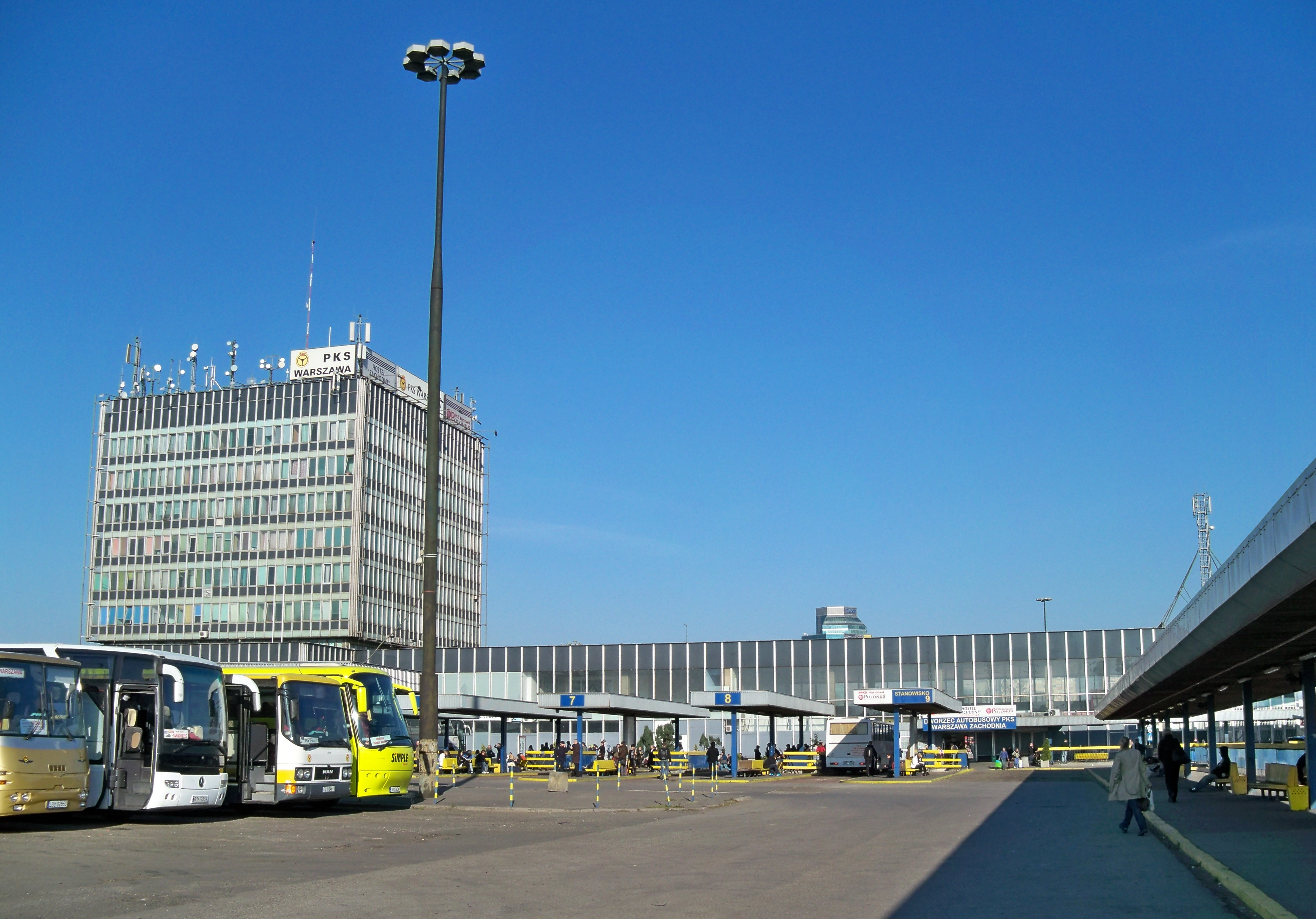
Dworzec autobusowy Warszawa Zachodnia – siedziba PIGTSiS

Polska Izba Gospodarcza Transportu Samochodowego i Spedycji – funkcjonująca od 1994 roku izba gospodarcza, reprezentująca przewoźników drogowych w Polsce.

## Geneza

### Tło
W okresie Polski Ludowej wszystkie jednostki Państwowej Komunikacji Samochodowej (PKS), będącej największym drogowym przewoźnikiem pasażerskim oraz spedytorem były zgrupowane w Zjednoczeniu PKS. Następnie większość z nich zorganizowano w 1983 roku w wieloodziałowe przedsiębiorstwo Krajowa Państwowa Komunikacja Samochodowa i trzy regionalne przedsiębiorstwa PKS, ze zwierzchnictwem 17 dyrekcji okręgowych i dyrekcji naczelnej w Warszawie.
W ramach transformacji systemowej w Polsce z dniem 1 lipca 1990 roku na bazie dawnych oddziałów PKS powołano 176 samodzielnych organizacyjnie Przedsiębiorstw Państwowej Komunikacji Samochodowej, które później (w większości) Skarb Państwa przeznaczył do prywatyzacji (po 1999 r.) lub do przekazania samorządom (po 2010 r.), a w niektórych przypadkach likwidacji. Przedsiębiorstwa powstałe z podziału PKS w większości przyjmowały nazwę Przedsiębiorstwo Komunikacji Samochodowej.
W czasach Polski Ludowej przedsiębiorstwa PKS korzystały z budżetu państwowego. Od 1990 roku zasadniczo jedynym finansowaniem regionalnego transportu drogowego pozostały dotacje do ogólnego przebiegu autobusów na liniach do 150 kilometrów, w 1998 roku zmienione na rekompensaty rządowe w wysokości faktycznie poniesionych strat z tytułu uwzględniania przez przewoźników drogowych w cenach biletów narzuconych ustawowo pasażerskich ulg przejazdowych.
Jednocześnie ustawą Wilczka dopuszczono przedsiębiorców do nieskrępowanego świadczenia usług transportowych, co doprowadziło do powstania silnej konkurencji rynkowej.

### Powstanie izby
Dyrektorzy przedsiębiorstw PKS, dostrzegając potrzebę współpracy i wspólnej reprezentacji przed rządem, szczególnie wobec rosnącej konkurencji, na początku lat 90. przystąpili do powołania organizacji o charakterze samorządu gospodarczego.
Podczas zebrania założycielskiego 9–10 marca 1994 r. w Jachrance pod Warszawą 104 firmy wywodzące się z dawnej PKS zostały członkami-założycielami Polskiej Izby Gospodarczej Transportu Samochodowego i Spedycji. W 1997 roku do Izby należały wszystkie przedsiębiorstwa powstałe z dawnej PKS.

## Działalność
Polska Izba Gospodarcza Transportu Samochodowego i Spedycji reprezentowała początkowo środowisko przedsiębiorstw powstałych w ramach podziału dawnej Państwowej Komunikacji Samochodowej.
Według stanu na 2020 rok, członkami Izby jest około 300 przewoźników drogowych zajmujących się przewozem osób i rzeczy oraz podmiotów otoczenia transportu, m.in. producenci autobusów i osprzętu.
Izba uczestniczy w procesie legislacyjnym aktów prawnych związanych z transportem drogowym.
Izba prowadzi działalność gospodarczą: handlową, szkoleniową i wydawniczą.
Organizacja posiada własny sąd koleżeński.

### Wybrane działania i osiągnięcia
- W latach 1995–1998 (tj. w czasach rządów Włodzimierza Cimoszewicza oraz Józefa Oleksego i kadencji ministra transportu i gospodarki morskiej Bogusława Liberadzkiego) Izba organizowała przetargi na hurtowe zakupy autobusów dla swoich członków[5]. Zakupy były objęte dofinansowaniem rządowym w wysokości 20–25% ceny każdego autobusu[5]. Łącznie zakupiono około 2800 autobusów, które dostarczał m.in. Autosan[5][7].
- W latach 1997–1999 Izba pełniła z ramienia Ministerstwa Transportu i Gospodarki Morskiej rolę krajowego koordynatora rozkładów jazdy, uczestnicząc w ten sposób w procesie wydawania zezwoleń na nowe linie komunikacyjne po częściowym uregulowaniu rynku transportowego w 1998 r.[1][2]
- W 2001 roku, reagując na zaległości Skarbu Państwa z wypłatą dopłat za honorowanie ulg przejazdowych, Izba rozpoczęła rozmowy z bankami ws. sprzedaży długu, wynoszącego w sumie 198 milionów złotych. W reakcji minister finansów w rządzie Jerzego Buzka polecił wojewodom wypłatę należnych środków, a Izba przerwała negocjacje z bankami[3][8][9].
- W latach 2009–2011 Izba prowadziła projekt szkoleniowy finansowany przez Program Operacyjny Kapitał Ludzki pn. „Szkolenie kierowców, przedsiębiorców i ich pracowników w transporcie drogowym osób i rzeczy”. Zrealizowano 177 szkoleń, które ukończyło blisko 5,5 tysiąca osób[10].